# Ziegeleiteich (Aukrug)
Der Ziegeleiteich (Aukrug) ist ein Teich im Kreis Rendsburg-Eckernförde im deutschen Bundesland Schleswig-Holstein. Er befindet sich in Aukrug-Innien neben der alten Amtsverwaltung und ist ca. 0,5 ha groß. Der heutige Teich ist ein Tagebaurestloch der 1888 gegründeten Innier Ziegelei, die dort Ton abbaute.